# Роберт Шнайдер
Роберт Шнайдер (на немски: Robert Schneider) е австрийски писател, автор на романи, новели, пиеси и стихотворения.

## Биография
Роберт Шнайдер е роден на 16 юни 1961 г. в Брегенц при Боденското езеро, провинция Форарлберг. Израства като осиновено дете в Гьоцис и до днес живее там като писател на свободна практика. Женен е и има три деца.
От 1981 до 1986 г. Шнайдер следва композиция, театрознание и история на изкуството във Виена. Прекъсва следването си, за да стане писател, работи като екскурзовод и органист и се издържа от различни литературни стипендии.
Дебютният роман на Шнайдер „Брат на съня“ (Schlafes Bruder) първоначално е отхвърлен от 24 издателства. Но след излизането му през 1992 г. се превръща в международен успех, вече е преведен на 36 езика и се изучава в училище. През 1995 г. романът е екранизиран и получава номинация за наградата „Златен глобус“.
През септември 2007 г. излиза последният му роман „Откровението“ (Die Offenbarung), преведен и на български.
Роберт Шнайдер е публикувал общо шест романа, една новела, няколко театрални пиеси и две стихосбирки. С годините се оттегля от литературния живот и рядко дава интервюта, като твърди: „Всичко, което един писател казва за своите книга, може само да обърка. Те трябва да извървят пътя си без него.“

### Проза
- Schlafes Bruder, Roman, 1992
- Die Luftgängerin, Roman, 1998
- Die Unberührten, Roman, 2000
- Der Papst und das Mädchen, Novelle, 2001
- Schatten, Roman, 2002
- Kristus, 2004
- Die Offenbarung, 2007

Откровението, изд.: Летера, Пловдив (2011), прев. Здравка Евстатиева

### Пиеси
- Der falsche Prinz, Komödie nach Wilhelm Hauffs Märchen, 1983
- Hitlermein, Eine Liebesrede, 1989
- Alte Tage, Komödie, 1994
- Dreck, Monolog über die Angst vor dem Fremden, 1993

Боклук, изд.: Black Flamingo, София (2012), прев. Владко Мурдаров
- Traum und Trauer des jungen H., Elf Stationen, 1993
- Komödie vom deutschen Heimweh, 1999

### Стихосбирки
- Gegengebet, 1992, 1995
- acht preisungen, 2005, 2006

## Награди и отличия
- 1990: Landespreis für Volkstheaterstücke, für Traum und Trauer des jungen H.
- 1993: Preis der Potsdamer Theatertage, für Dreck – Über die Angst vor dem Fremden

- 1993: „Алеманска литературна награда“[2]
- 1993: Robert-Musil-Stipendium der Stadt Wien
- 1994: Literaturpreis der Salzburger Osterfestspiele
- 1994: Prix Médicis Étranger
- 1994: Premio Grinzane Cavour
- 1994: Civis-Hörspielpreis des WDR
- 1995: „Награда Марилуизе Флайсер“
- 1995: Premio Itas del Libro di Montagna (Trento)
- 2008: Вецларска награда за фантастика für Die Offenbarung